# Шульц, Робин
Ро́бин Шульц (нем. Robin Schulz; род. 28 апреля 1987, Оснабрюк, Нижняя Саксония, ФРГ) — немецкий диджей и музыкальный продюсер. Играет в жанрах поп, танцевальная музыка и тропикал-хаус. Стал известен после ремикса на песню «Waves» исполнителя Mr Probz, который возглавил многие европейские чарты весной 2014 года. Его следующий сингл, выпущенный 6 июня 2014 года, был ремиксом на песню «Prayer in C» Lilly Wood & the Prick. Оба ремикса имели успех во многих европейских странах и США, что привело к международному признанию Робина. В 2017 году занял 76 место в списке лучших диджеев мира по версии журнала DJ Magazine, 2018 году занял 60 место.

## Биография
Робин Шульц начал заниматься музыкой в возрасте 17 лет, когда слушал Армин ван Бюрен и Tiësto. Шульц экспериментировал в течение нескольких лет, прежде чем начать загружать свои треки на YouTube.

## Дискография

### Студийные альбомы
- Prayer (2014)
- Sugar (2015)
- Uncovered (2017)
- IIII (2021)
- Pink (2023)